# Phare de Wickford Harbor

Le phare de Wickford Harbor (en anglais : Wickford Harbor Light), est un phare actif situé dans la baie de Narragansett, à l'entrée sud de du port de Wickford, Rhode Island (en), dans le Comté de Washington (État de Rhode Island). Il a remplacé l'ancien en 1930.

## Histoire
Le phare de Wickford Harbor , maintenant officiellement le phare de Wickford Harbour Light 1, a été construit en 1882. C'était une tour en bois contre une demeure du gardien située sur le Old Gay Rock, un rocher dans l’entrée du port de Wickford, du côté ouest de la baie de Narragansett. Il a été désactivé et démoli en 1930.
Il a été remplacé par l'actuelle tour à ossature en acier noir.

## Description
Le phare actuel  est une tour métallique à claire-voie avec une balise de 4,5 m de haut, reposant sur les vestiges de l'ancien. Il émet, à une hauteur focale de 6 m, un éclat vert par période de 6 secondes. Sa portée est de 6 milles nautiques (environ 11 km).
Il est aussi équipé d'une corne de brume radiocommandée émettant un blast par période de 20 secondes.
Identifiant : ARLHS : USA-891 ; USCG : 1-19135 - Admiralty : J0610 .

### Lien connexe
- Liste des phares au Rhode Island